# HC Stadion Teplice
HC Stadion Teplice (celým názvem: Hockey Club Stadion Teplice) byl český klub ledního hokeje, který sídlil v Teplicích v Ústeckém kraji. Založen byl v roce 1945. Mužstvo mužů hrálo naposledy 2. ligu, po sezóně 2006/07 bylo mužstvo rozpuštěno, i z důvodu neprovozuschopnosti původního zimního stadionu v Teplicích. V roce 2000 klub koupil druholigovou licenci od týmu HK Krnov. Teplice hrály v soutěži nepřetržitě do roku 2007, kdy prodaly svoji licenci do Litoměřic. Klub ve stejném roce zaniká. V roce 2010 se poslední zbytky teplických hokejových družstev přestěhovaly do Bíliny.
Lední hokej v Teplicích byl obnoven teprve v roce 2019 a to po založení nového klubu HC Teplice Huskies. V únoru téhož roku byla dokončena stavba nového zimního stadionu pro 450 sedících diváků a 300 stojících diváků. Slavnostní otevření nového zimního stadionu bylo naplánováno na 6. března.
Své domácí zápasy odehrával na starém zimním stadionu v Teplicích s kapacitou 6 000 diváků. Stadion byl postaven v roce 1976 a v prvních letech existence byl často využíván reprezentačními družstvy. Svoji existenci uzavřel v roce 2011, kdy se prvně zřítila jeho střecha, aby byl poté majitelem zbourán.

## Přehled ligové účasti
Stručný přehled
Zdroj:
- 1974–1975: Divize – sk. B (4. ligová úroveň v Československu)
- 1975–1977: Divize – sk. C (4. ligová úroveň v Československu)
- 1977–1979: 2. ČNHL – sk. C (3. ligová úroveň v Československu)
- 1999–2000: Severočeský krajský přebor (4. ligová úroveň v České republice)
- 2000–2007: 2. liga – sk. Západ (3. ligová úroveň v České republice)

Jednotlivé ročníky
Zdroj:
Legenda: ZČ - základní část, červené podbarvení - sestup, zelené podbarvení - postup, fialové podbarvení - reorganizace, změna skupiny či soutěže
| Československo (1974 – 1993) |                            |           |           |                                             |                             |
| Sezóny                       | Soutěž                     | Úroveň    | ZČ        | Play-off, nadstavba, sk. o udržení...       | Poznámky                    |
| 1974/75                      | Divize – sk. B             | 4. úroveň | 4. místo  |                                             | Změna skupiny               |
| 1975/76                      | Divize – sk. C             | 4. úroveň | 2. místo  |                                             |                             |
| 1976/77                      | Divize – sk. C             | 4. úroveň | 1. místo  |                                             | Reorganizace                |
| 1977/78                      | 2. ČNHL – sk. C            | 3. úroveň | 7. místo  |                                             |                             |
| 1978/79                      | 2. ČNHL – sk. C            | 3. úroveň | 7. místo  |                                             | Reorganizace                |
| ...                          |                            |           |           |                                             |                             |
| Česko (1993 – 2007)          |                            |           |           |                                             |                             |
| Sezóny                       | Soutěž                     | Úroveň    | ZČ        | Play-off, nadstavba, sk. o udržení...       | Poznámky                    |
| ...                          |                            |           |           |                                             |                             |
| 1999/00                      | Severočeský krajský přebor | 4. úroveň | 1. místo  | Baráž o 2. ligu - 2. kolo, sk. A (5. místo) | Koupě licence od Krnova     |
| 2000/01                      | 2. liga – sk. Západ        | 3. úroveň | 19. místo |                                             |                             |
| 2001/02                      | 2. liga – sk. Západ        | 3. úroveň | 11. místo |                                             |                             |
| 2002/03                      | 2. liga – sk. Západ        | 3. úroveň | 12. místo | Skupina o udržení (3. místo)                |                             |
| 2003/04                      | 2. liga – sk. Západ        | 3. úroveň | 9. místo  | Skupina o udržení (2. místo)                |                             |
| 2004/05                      | 2. liga – sk. Západ        | 3. úroveň | 11. místo | Skupina o udržení (2. místo)                |                             |
| 2005/06                      | 2. liga – sk. Západ        | 3. úroveň | 11. místo | Skupina o udržení (3. místo)                |                             |
| 2006/07                      | 2. liga – sk. Západ        | 3. úroveň | 10. místo |                                             | Prodej licence do Litoměřic |